# Isaac Tham
Isaac Tham, född 30 mars 1717 i Göteborg, död 17 april 1773 i Mölltorps församling, var en svensk militär och ägare till Kråks säteri i Mölltorps socken. 

## Biografi
Isak Tham föddes 1717 i Göteborg. Han var son till kommerserådet Sebastian Tham i dennes tredje gifte med Elisabeth Cronström. Tham blev 22 oktober 1729 student vid Uppsala universitet och 1734 vid Lunds universitet. Han blev senare kornett vid ett Livregemente. Tham avled 1773 på Kråk i Mölltorps socken.

### Egendom
Tham ägde Kråk i Mölltorps socken.

### Familj
Tham gifte sig 16 augusti 1743 med friherrinnan Ulrika Dorotea von Buddenbrock (1721–1788), dotter till generallöjtnanten Henrik Magnus von Buddenbrock och Magdalena Elisabet Rahm von Hagedorn. De fick tillsammans barnen kornett Sebastian Tham (1744–1815) vid artilleriet, Elisabet Magdalena Tham (1745–1814) som var gift med ryttmästaren Gustaf Georg Silfverswärd, Ulrika Tham (1747–1823) som var gift med assessorn Gustaf Vult von Steijern, Christina Tham (1748–1840) som var gift med kaptenen Nils Erik Treffenberg, Carl Magnus Tham (1749–1751), majoren Casper Tham (1750–1805),Adolf Tham (1752–1753), Eva Tham (1753–1825) som var gift med kaptenen Olof Ehrenborg, Johanna Tham (1755–1812) som var gift med majoren Sven Otto Lagerberg och majoren Carl Fredrik von Siettman, Beata Maria Tham (1756–1809) som var gift med majoren Jöns Ehrenborg, fänriken Gustaf Carl Fredrik Tham (1758–1795) och Sofia Tham (1760–1813) som var gift med majoren Johan Gabriel Treffenberg.